# Lowell Bailey
Lowell Bailey (Siler City, 15 juli 1981) is een voormalig Amerikaans biatleet. In 2017 werd Bailey wereldkampioen op het individuele nummer. Hij beëindigde zijn carrière na het seizoen 2017/18.

## Carrière
Bailey maakte zijn wereldbekerdebuut in het seizoen 2001/2002. In 2006 nam Bailey een eerste keer deel aan de Olympische Winterspelen. Met zijn landgenoten eindigde hij op de negende plaats in het estafettenummer. Individueel was een 27e plaats op het individuele nummer zijn beste resultaat. Op de Olympische Winterspelen 2010 in Vancouver eindigde hij als 36e op de sprint en de achtervolging. Zijn beste individuele Olympische resultaat liet hij optekenen op de Olympische Winterspelen van 2014 in Sotsji met een achtste plaats op het individuele nummer.
In 2017 behaalde Bailey verrassend de wereldtitel op de 20 km individueel.

## Resultaten

### Olympische Winterspelen
| Jaar | Plaats      | Onderdeel   | Onderdeel | Onderdeel     | Onderdeel  | Onderdeel | Onderdeel          |
| Jaar | Plaats      | Individueel | Sprint    | Achtervolging | Massastart | Estafette | Gemengde estafette |
| ---- | ----------- | ----------- | --------- | ------------- | ---------- | --------- | ------------------ |
| 2006 | Turijn      | 27e         | 46e       | 48e           | –          | 9e        |                    |
| 2010 | Vancouver   | 57e         | 36e       | 36e           | –          | 13e       |                    |
| 2014 | Sotsji      | 8e          | 35e       | 38e           | 23e        | 16e       | 8e                 |
| 2018 | Pyeongchang | 51e         | 33e       | 32e           | –          | 6e        | 15e                |

### Wereldkampioenschappen
| Jaar | Plaats            | Onderdeel                               | Onderdeel                               | Onderdeel                               | Onderdeel                               | Onderdeel                               | Onderdeel          |
| Jaar | Plaats            | Individueel                             | Sprint                                  | Achtervolging                           | Massastart                              | Estafette                               | Gemengde estafette |
| ---- | ----------------- | --------------------------------------- | --------------------------------------- | --------------------------------------- | --------------------------------------- | --------------------------------------- | ------------------ |
| 2003 | Chanty-Mansiejsk  | 45e                                     | 59e                                     | 50e                                     | –                                       | 17e                                     |                    |
| 2004 | Oberhof           | –                                       | –                                       | –                                       | –                                       | –                                       |                    |
| 2005 | Hochfilzen        | –                                       | –                                       | –                                       | –                                       | –                                       | –                  |
| 2006 | Pokljuka          | Niet gehouden vanwege Olympische Spelen | Niet gehouden vanwege Olympische Spelen | Niet gehouden vanwege Olympische Spelen | Niet gehouden vanwege Olympische Spelen | Niet gehouden vanwege Olympische Spelen | 18e                |
| 2007 | Antholz           | 41e                                     | 48e                                     | 50e                                     | –                                       | 9e                                      | DNS                |
| 2008 | Östersund         | 56e                                     | 61e                                     | –                                       | –                                       | 15e                                     | –                  |
| 2009 | Pyeongchang       | 22e                                     | 55e                                     | 22e                                     | 18e                                     | 21e                                     | –                  |
| 2010 | Chanty-Mansiejsk  | Niet gehouden vanwege Olympische Spelen | Niet gehouden vanwege Olympische Spelen | Niet gehouden vanwege Olympische Spelen | Niet gehouden vanwege Olympische Spelen | Niet gehouden vanwege Olympische Spelen | –                  |
| 2011 | Chanty-Mansiejsk  | 78e                                     | 32e                                     | 45e                                     | –                                       | 6e                                      | –                  |
| 2012 | Ruhpolding        | 38e                                     | 20e                                     | 20e                                     | 25e                                     | 10e                                     | 12e                |
| 2013 | Nové Město        | 29e                                     | 32e                                     | 13e                                     | 13e                                     | 12e                                     | 8e                 |
| 2015 | Kontiolahti       | 24e                                     | 17e                                     | 36e                                     | 13e                                     | 14e                                     | 8e                 |
| 2016 | Oslo Holmenkollen | 15e                                     | 29e                                     | 36e                                     | 10e                                     | 8e                                      | 10e                |
| 2017 | Hochfilzen        | Goud                                    | 4e                                      | 6e                                      | 6e                                      | 7e                                      | 16e                |

### Wereldkampioenschappen junioren
| Jaar | Plaats           | Onderdeel   | Onderdeel | Onderdeel     | Onderdeel |
| Jaar | Plaats           | Individueel | Sprint    | Achtervolging | Estafette |
| ---- | ---------------- | ----------- | --------- | ------------- | --------- |
| 1999 | Pokljuka         | 18e         | 40e       | 46e           | 11e       |
| 2000 | Hochfilzen       | 22e         | 32e       | 22e           | 6e        |
| 2001 | Chanty-Mansiejsk | 27e         | 15e       | 11e           | 12e       |

### Wereldbeker
Eindklasseringen
| Seizoen   | Algemeen | Individueel | Sprint | Achtervolging | Massastart |
| --------- | -------- | ----------- | ------ | ------------- | ---------- |
| 2005/2006 | 82e      | 52e         | -      | 73e           | -          |
| 2006/2007 | 73e      | -           | 57e    | -             | -          |
| 2007/2008 | 64e      | -           | 74e    | 41e           | -          |
| 2008/2009 | 51e      | 34e         | 69e    | 56e           | 39e        |
| 2009/2010 | 90e      | 77e         | 83e    | 79e           | -          |
| 2010/2011 | 41e      | 47e         | 44e    | 41e           | 31e        |
| 2011/2012 | 14e      | 31e         | 11e    | 11e           | 21e        |
| 2012/2013 | 28e      | 54e         | 29e    | 19e           | 29e        |
| 2013/2014 | 19e      | 21e         | 16e    | 14e           | 29e        |
| 2014/2015 | 30e      | 26e         | 32e    | 32e           | 28e        |
| 2015/2016 | 17e      | 13e         | 22e    | 23e           | 17e        |
| 2016/2017 | 8e       | Brons       | 9e     | 11e           | 16e        |
| 2017/2018 | 35e      | 56e         | 45e    | 28e           | 31e        |

Wereldbekerzeges
| Nr. | Seizoen   | Datum            | Plaats          | Onderdeel         |
| --- | --------- | ---------------- | --------------- | ----------------- |
| 1.  | 2016/2017 | 16 februari 2017 | Hochfilzen (WK) | 20 km individueel |